# Huejotitán
Huejotitán è un comune del Messico, situato nello stato di Chihuahua.